# Jägarexamen

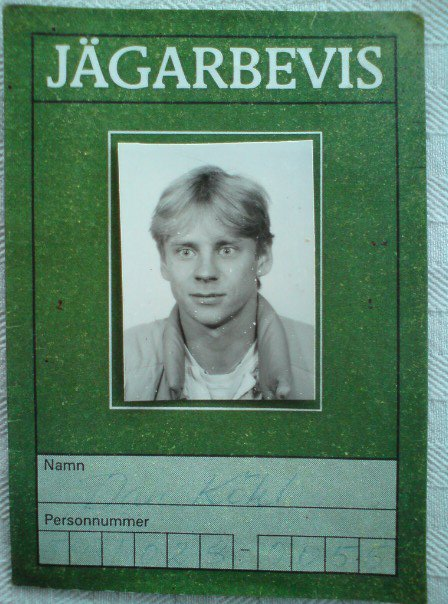
Jägarbevis; intyget på avlagd jägarexamen.

Jägarexamen är en svensk examen som avläggs av den som vill inneha jaktvapen. Naturvårdsverket reglerar kraven och examen genomförs i regi av de två svenska riksorganisationerna för jägare Jägarnas riksförbund och Svenska jägareförbundet. Själva provet består av en teoretisk och en praktiskt del.  Efter godkänd jägarexamen registreras jägaren i jägarregistret och ett jägarbevis utfärdas. 
För att erhålla vapenlicens för jaktvapen krävs från och med 1985 att den licenssökande har tagit jägarexamen. Detta krav gäller dock ej för jägare som före 1985 haft vapenlicens för jakt med samma vapentyp som den nya licensansökan avser.
En komplett jägarexamen består av ett teoretiskt prov och tre praktiska prov; hagelgevärsprov, grundprov kulgevär och högviltprov kulgevär. Om man enbart vill söka licens för hagelvapen så räcker det att klara det teoretiska provet och hagelgevärsprovet. För licens för kulvapen klass 2, 3 och 4 krävs att man klarat det teoretiska provet och grundprov kulgevär, för kulvapen klass 1 krävs dessutom avklarat högviltprov kulgevär. 
Provavgifterna för samtliga prov (4 st) är ca 840-1000 kr (beroende på antal omprov) detta exklusive kostnad för ammunition.
Det föreligger inget krav på genomgången formell kurs för att få avlägga prov för jägarexamen. Ett flertal organisationer och företag erbjuder dock längre eller kortare kurser inför provtillfällena. De läroböcker som ges ut används både inom organiserad undervisning och för självstudier. I läroböckerna och på kurserna behandlas vanligen områden som vilt i Sverige, viltvård, jaktmetoder, jaktlagstiftning, vapenkunskap och skytte.  
Jägarexamen ger dock inte rätt att bedriva jakt utan för detta erfordras jaktkort och jakträtt, samt rätt att använda jaktvapen (vapenlicens). För uppsiktsjakt behövs dock inte vapenlicens. Personer under 18 behöver heller inte jaktkort vid uppsiktsjakt.